# Итыгин, Георгий Игнатьевич
Георгий Игнатьевич Итыгин (2 [14] марта 1873, Чебаки Ачинского уезда Енисейской губернии — 5 декабря 1928 года, Новосибирск) — государственный, политический и общественный деятель, педагог, журналист, учёный. Один из организаторов национально-государственного строительства, народного образования в Хакасии.

## Биография
Родился в семье (отец — Игнатий Васильевич — хакас (кызылец), мать — Матрёна Сергеевна — русская) занимавшейся скотоводством и земледелием. В 1892 году закончил Красноярскую учительскую семинарию и был направлен в Шалоболинскую школу Минусинского уезда. В следующем году переведён в Усть-Абаканскую школу. Затем работал в школах Ачинского, Канского уездов, в 1904—1913 года в Ужурской школе. Был награждён серебряной медалью «За усердие» (1905). В 1913 году назначен руководителем первой железнодорожной школы в Красноярске. Публиковал серии статей в сибирских газетах о школьных проблемах, жизни крестьян, событиях местной жизни.
В 1915 году выступил инициатором создания журнала для педагогов. В 1916 году стал главным редактором популярного среди широкой общественности журнала «Сибирская школа», выходившего регулярно до конца 1917 года.
10 марта 1917 года вступил в РСДРП(б), был одним из организаторов Союза учителей-интернационалистов в Красноярске. В 1918 году закончил Красноярский учительский институт. Во время колчаковщины вел подпольную работу среди просвещенцев, сидел в тюрьме. C 1920 года — член губисполкома, председатель комиссии культурно-просветительных учреждений красноярских железнодорожников, одновременно — руководитель Хакасской секции Енисейского губернского отдела народного образования. Возглавлял выездную сессию губернского ревтрибунала, комиссию по ликвидации бандитизма на юге Енисейского губернии.
С 12 января 1924 года назначен председателем Хакасского уездного ревкома, затем избран 1-м председателем Хакасского уездного (ноябрь 1924 года), Хакасского окружного (ноябрь 1925 года) исполкомов рабочих, крестьянских и красноармейских депутатов. Особое внимание уделял развитию культуры и народного просвещения хакасского народа, возглавлял работу комиссии по созданию хакасского алфавита и составлению первых учебников на хакасском языке. Для подготовки национальных педагогических кадров основал трехмесячные учительские курсы, выступил с инициативой издания газеты на хакасском языке («Хызыл аал»).
Был обвинен в буржуазном национализме (отстаивал идею объединения Хакасии и Ойротии (Горный Алтай) в одну автономную социалистическую республику). Весной 1927 года переведен в Новосибирск, работал председателем совета по просвещению национальных меньшинств Сибирского краевого отдела народного образования, выезжал в отдаленные территории Сибири, регулярно печатался в журнале «Просвещение Сибири».
Скоропостижно скончался 5 декабря 1928 года. По завещанию был похоронен в Красноярске.
Был женат на Калерии Симеоновне Коростелёвой. Сын — Эразм/Еразм (1896—1974), писатель и учитель, автор книги «Жизнь Егора Итыгина, или Очерки из жизни трудовой интеллигенции Сибири конца ХIХ — начала XX века».
Именем Г. И. Итыгина названа улица, установлена мемориальная доска в Абакане.